# Exyston chinensis
Exyston chinensis är en stekelart som beskrevs av Gupta 1993. Exyston chinensis ingår i släktet Exyston och familjen brokparasitsteklar. Inga underarter finns listade i Catalogue of Life.